# Adolphe Chatillon
Pour les articles homonymes, voir Chatillon.
Adolphe Chatillon, en religion frère Théophanius-Léo, né à Nicolet, au Québec, le 31 octobre 1871, mort le 28 avril 1929, est un religieux et éducateur canadien. 
Frère des écoles chrétiennes, il consacre sa vie à l'éducation des jeunes et à la formation des enseignants. Il est successivement enseignant, directeur d'école, visiteur, puis visiteur général pour l'Amérique du Nord.
Le procès pour sa béatification est en cours. Il est reconnu vénérable par l'Église catholique.

## Biographie
Adolphe Chatillon naît au Québec, à Nicolet, le 31 octobre 1871, au sein d'une famille de musiciens et de chrétiens convaincus et engagés. Son père, professeur de musique au séminaire, est compositeur de mélodies, et dirige des formations instrumentales. Son père et sa mère sont très engagés dans la vie chrétienne, participant à la conférence Saint-Vincent-de-Paul et à la Confrérie du Rosaire. Sa mère meurt lorsqu'il a neuf ans.
Orphelin de mère, il est mis en pension chez les Frères des écoles chrétiennes, d'abord à la Baie-du-Febvre, et ensuite à Yamachiche. Il y est bon élève. Il veut devenir lui-même frère, et en février 1884, à treize ans, il entre au petit noviciat de Montréal. Sous le nom de frère Théophanius-Léo, il commence le noviciat trois ans plus tard, en 1887.
Il commence à enseigner à partir de 1890, réalisant ainsi sa vocation, et effectue sa profession perpétuelle en 1900. Il part trois mois en France en 1902, pour compléter sa formation. Il est ensuite directeur d'école, successivement à Lachine à partie de 1904, puis à Montréal à partir de 1907, mais doit s'arrêter pour raison de maladie. Il reprend en 1908, à la fois comme sous-directeur d'école jusqu'en 1912 et comme formateur et visiteur des autres écoles de la congrégation,. Il n'aime pas les voyages, mais remplit sa mission de visiteur avec discernement et avec tact.
Nommé « visiteur général » pour l'Amérique du Nord le 8 décembre 1923, il devient ainsi le responsable provincial de son ordre. Il quitte le Québec et visite successivement les communautés de son ressort : Toronto, New York, Baltimore, Saint Louis, San Francisco, La Nouvelle-Orléans, Santa Fe.
Frère Théophanius part en Belgique en novembre 1928, pour participer au chapitre général des Frères des écoles chrétiennes. Il préside la commission chargée de vérifier et étudier la bonne observance des règles, puis prend part à l'élection du nouveau supérieur général des Frères,. Mais le cancer de l'intestin dont il était atteint s'aggrave nettement, il doit s'aliter. Il est emmené à Paris pour être opéré, mais l'opération n'est pas satisfaisante. Il rentre quand même au Canada, accompagné d'un infirmier, en mars 1929.
Il meurt le 28 avril 1929,, à Laval-des-Rapides, près de Laval, au Québec.

## Reconnaissance
Le procès pour la béatification de Théophanius-Léo Chatillon est entamé. Il est reconnu vénérable par le décret pontifical établissant l'héroïcité de ses vertus, signé par le pape Benoît XVI le 2 avril 2011,.
Sa sépulture se trouve dans l'église Saint-Jean-Baptiste-de-Lasalle, à Montréal.
Sa fête est le 28 avril.